# Sto giù
Sto giù è il singolo di debutto del rapper italiano Capo Plaza, pubblicato nel febbraio 2013.

## Tracce
1. Sto Giù – 3:13